# Climat de Maine-et-Loire
Le climat de Maine-et-Loire est un climat tempéré de transition entre le climat océanique de la côte atlantique et le climat plus tempéré de la Touraine. Le climat de Maine-et-Loire a la particularité d'être diversifié dans les régions naturelles du département du fait de la diversité géologique du sous-sol et du passage de la Loire qui forme une transition entre les différentes régions.
Dans la culture populaire, il est souvent mention de la « douceur angevine », popularisée par Joachim Du Bellay dans son ouvrage Les Regrets.

## Généralité
De fait de son positionnement, le climat de l'Anjou est un climat de transition où s'exerce l'influence océanique de la façade atlantique et l'influence plus continentale à l'intérieur des terres. Le relief du département, à son maximum dans les Mauges, joue également un rôle dans la répartition du climat.
La géologie du Maine-et-Loire se trouve être un point de rencontre entre les sous-sols du Massif armoricain et ceux du Bassin parisien. À l'ouest du département, dans le Haut-Anjou et les Mauges, le sous-sol de schistes et de granites est épais et souvent imperméable aux infiltrations des eaux, formant ainsi des nappes phréatiques faibles, vite gorgées d'eau en hiver, fortement sensible à une sécheresse en été. À l'est, où le calcaire domine, les eaux s'infiltrent plus facilement, formant de vastes réserves souterraines.

## Températures
| Mois | Janv | Fév | Mars | Avr  | Mai  | Juin | Juil | Août | Sept | Oct  | Nov | Déc | Année |
| --- | ---- | --- | ---- | ---- | ---- | ---- | ---- | ---- | ---- | ---- | --- | --- | ----- |
| Températures moyennes du département (°C)                                                                                 | 4,5  | 5,4 | 7,8  | 10,1 | 13,4 | 16,6 | 18,6 | 18,4 | 16,2 | 12,2 | 7,6 | 5,4 | 11,3  |
| Source : Anjou, Maine-et-Loire, Encyclopédie Bonneton, seconde édition, Paris, 1992. Données moyennes entre 1951 et 1980. |      |     |      |      |      |      |      |      |      |      |     |     |       |

| Mois                                                  | Janv | Fév | Mars | Avr  | Mai  | Juin | Juil | Août | Sept | Oct  | Nov  | Déc | Année |
| ----------------------------------------------------- | ---- | --- | ---- | ---- | ---- | ---- | ---- | ---- | ---- | ---- | ---- | --- | ----- |
| Températures maximales moyennes à Angers (°C)         | 7,9  | 9,2 | 12,6 | 15,3 | 19   | 22,6 | 24,9 | 24,7 | 21,8 | 17   | 11,4 | 8,4 | 16,2  |
| Températures minimales moyennes à Angers (°C)         | 2,1  | 2,2 | 3,9  | 5,6  | 8,9  | 11,8 | 13,6 | 13,4 | 11,3 | 8,4  | 4,6  | 2,8 | 7,4   |
| Températures moyennes à Angers (°C)                   | 5    | 5,7 | 8,2  | 10.4 | 13,9 | 16,2 | 19,2 | 19,1 | 16,5 | 12,7 | 8    | 5,6 | 11,8  |
| Source : Climatologie de 1947 à 2008 - Angers, France |      |     |      |      |      |      |      |      |      |      |      |     |       |

## Insolation
Tableau de la durée mensuelle d'ensoleillement (heures/mois) :
| Mois | Janv | Fév  | Mars  | Avr   | Mai   | Juin  | Juil  | Août  | Sept  | Oct   | Nov  | Déc  | Année  |
| --- | ---- | ---- | ----- | ----- | ----- | ----- | ----- | ----- | ----- | ----- | ---- | ---- | ------ |
| Département | 71,5 | 92,4 | 151,7 | 195,5 | 223,1 | 236,3 | 255,2 | 232,3 | 187,8 | 140,0 | 81,7 | 62,3 | 1929,6 |
| Angers | 70   | 92   | 141   | 179   | 201   | 234   | 248   | 237   | 191   | 129   | 89   | 65   | 1877   |
| Source : Climatologie de 1947 à 2008 - Angers, France et Anjou, Maine-et-Loire, Encyclopédie Bonneton, seconde édition, Paris, 1992. Données moyennes entre 1951 et 1980. |      |      |       |       |       |       |       |       |       |       |      |      |        |

## Précipitations
La façade ouest du département est la plus exposée aux précipitations venant de l'ouest atlantique. Le Haut-Anjou et les Mauges sont en première ligne, particulièrement les Mauges du fait d'un relief plus marqué qui culmine à Saint-Georges-des-Gardes. À l'est des Mauges, plus abrité grâce aux reliefs autour de Saint-George-des-Gardes, les plaines de Doué-la-Fontaine et du Saumurois sont les moins arrosées du département. Cependant, l'axe marqué par la Loire permet une pénétration d'un climat plus doux et moins pluvieux jusqu'aux environ d'Ingrandes.
En moyenne, on compte 110 à 130 jours de précipitations sur l'est du département, 140 à 150 jours sur le Haut-Anjou et la région d'Angers et entre 160 - 170 jours sur les Mauges.
Tableau de des moyennes mensuelles de précipitations (mm) :
| Mois | Janv | Fév  | Mars | Avr  | Mai  | Juin | Juil | Août | Sept | Oct  | Nov  | Déc  | Année |
| --- | ---- | ---- | ---- | ---- | ---- | ---- | ---- | ---- | ---- | ---- | ---- | ---- | ----- |
| Angers | 62,1 | 50,8 | 51,7 | 44,6 | 54,4 | 41,2 | 43,8 | 44,9 | 52,2 | 59,6 | 64,5 | 63,4 | 633,4 |
| Baugé | 67   | 70   | 59   | 38   | 63   | 46   | 33   | 43   | 56   | 50   | 60   | 61   | 646   |
| Cholet | 72   | 64   | 60   | 42   | 54   | 48   | 43   | 61   | 63   | 80   | 80   | 75   | 742   |
| Saumur | 54   | 49   | 47   | 36   | 47   | 43   | 38   | 47   | 49   | 49   | 59   | 50   | 568   |
| Segré | 69   | 59   | 52   | 47   | 49   | 43   | 38   | 53   | 60   | 59   | 77   | 64   | 670   |
| Source : Climatologie de 1947 à 2008 - Angers, France et Anjou, Maine-et-Loire, Encyclopédie Bonneton, seconde édition, Paris, 1992. Données moyennes entre 1951 et 1980. |      |      |      |      |      |      |      |      |      |      |      |      |       |